# Sisiku Julius Ayuk Tabe
Sisiku Julius Ayuk Tabe (nascido em 2 de maio de 1965) é um líder separatista ambazoniano da aldeia de Ewelle, na divisão de Manyu, e é o primeiro presidente da (não reconhecida) República da Ambazônia. Em janeiro de 2018, ele foi extraditado da Nigéria para Camarões, onde está preso desde então.

## Vida
Ayuk Tabe nasceu em 1965 em Kembong, Divisão de Manyu, Região Sudoeste. Iniciou sua carreira profissional como 
técnico de informática em uma empresa paraestatal em Camarões. Trabalhou também como engenheiro por dez anos para uma empresa de energia elétrica, a Companhia Nacional de Eletricidade de Camarões (SONEL), na Região de Adamawa, antes de se mudar para a Nigéria em 2006, onde foi Gerente Acadêmico na Cisco Systems. Posteriormente, começou a trabalhar para a American University of Nigeria, onde se tornou Vice-Presidente Assistente na área de Serviços Digitais, Marketing e Recrutamento. Ayuk Tabe também foi palestrante motivacional em diversas conferências ao redor do mundo. Seu envolvimento com a caridade inclui a criação da Fundação Ayuk Tabe na cidade de Eyumodjock, onde ele e sua esposa Lilian moravam, e seu envolvimento com a Iniciativa de Pacificadores de Adamawa. Ayuk Tabe e sua esposa possuíam uma fazenda em Eyumodjock que empregava 28 pessoas, mas foram forçados a fechar as portas em setembro de 2017, depois que soldados camaroneses expulsaram os trabalhadores.

## Presidência
Sua presidência teve início com a declaração unilateral de independência da Ambazônia em 1 de outubro de 2017, com a Frente Unida do Consórcio Ambazônia dos Camarões do Sul (SCACUF) formando o Governo Interino da Ambazônia e Tabe – líder da SCACUF – como presidente por aclamação. Na época dessa declaração, uma guerra separatista entre as milícias ambazonianas e as forças de segurança camaronesas já durava três semanas. Inicialmente, Tabe e o Governo Interino rejeitaram a ideia de uma luta armada, preferindo concentrar-se na desobediência civil e em uma campanha diplomática para obter reconhecimento internacional. A posição do Presidente Ayuk Tabe estava em desacordo com a declaração de guerra do Presidente de Camarões Paul Biya, em novembro de 2017, e com o envio de tropas para as regiões anglófonas.
O presidente Sisiku Ayuk Tabe e outros líderes ambazonianos foram presos na Nigéria e extraditados para Camarões em janeiro de 2018. Samuel Ikome Sako venceu uma eleição subsequente para servir como presidente interino interino um mês depois.

## Prisão e julgamento
No início de janeiro de 2018, Sisiku Julius Ayuk Tabe e outros nove líderes separatistas foram presos em Abuja, na Nigéria. Em 29 de janeiro, ele foi extraditado para Yaoundé, Camarões, juntamente com 46 de seus apoiadores. Em 15 de novembro, Sisiku Julius Ayuk Tabe e outros nove ativistas separatistas compareceram perante o Tribunal Regional Central de Apelação em Yaoundé, que rejeitou um pedido de liberdade provisória.
Em 10 de janeiro de 2019, Sisiku Julius Ayuk Tabe negou sua nacionalidade camaronesa no tribunal, afirmando: "Não sou camaronês; sou cidadão dos antigos Camarões do Sul Britânicos, também conhecidos como 'Ambazônia'." A audiência foi adiada para 7 de fevereiro de 2019. Em 8 de abril, Sisiku Julius Ayuk Tabe e seus co-réus se recusaram a comparecer ao julgamento. Em 20 de agosto, o tribunal militar de Yaoundé condenou Sisiku Julius Ayuk Tabe e nove de seus apoiadores à prisão perpétua por terrorismo e secessão. Igualmente, foram condenados conjuntamente a pagar uma indenização de 250 bilhões de francos CFA ao Estado de Camarões.